# 楓葉超合金
楓葉超合金是日本一個男女搞笑藝人組合，成員有安藤夏以及Kazulaser，該組合成立2012年8月，所屬的經紀公司是太阳音乐制作。該組合曾經闖入2015年的M-1大賽的決賽。

## 外部連結
- 公式プロフィール （页面存档备份，存于）
- メイプル超合金 stylist的Instagram帳戶
- 安藤 なつ
  - 安藤なつ的X（前Twitter）
  - 安藤なつ(メイプル超合金)的Instagram帳戶
  - YouTube上的メイプル超合金安藤なつ頻道
  - 安藤なつのごにょごにょ日記 （页面存档备份，存于） - Amebaブログ
- カズレーザー
  - カズレーザー的X（前Twitter）
  - Mr.ビーンbot的X（前Twitter）
  - カズレーザー的Instagram帳戶
  - YouTube上的カズレーザーの50点塾頻道